# ایمان (ترانه جرج مایکل)
«ایمان» تک‌آهنگی از هنرمند اهل بریتانیا جرج مایکل است که در سال ۱۹۸۷ میلادی منتشر شد. این تک‌آهنگ در آلبوم ایمان قرار داشت.